# Rod, Sibiu
Rod este un sat în comuna Tilișca din județul Sibiu, Transilvania, România. A fost înființată în secolul XV de către oamenii ce locuiau în satele ce la ora actuală poartă denumirile de Apoldul de Jos și Apoldul de Sus. In urma expansiunii colonialiste a sașilor în Transilvania localnicii români au fost izgoniți spre zonele muntoase și așa s-a format zona de sate și comune care astăzi se numește Mărginimea Sibiului. Satul Rod face parte din zona respectivă. Localitate atestată documentar în 1488, dar cu origini mult mai îndepărtate, a fost una a oamenilor liberi, pământ crăiesc în vremea primilor regi maghiari.

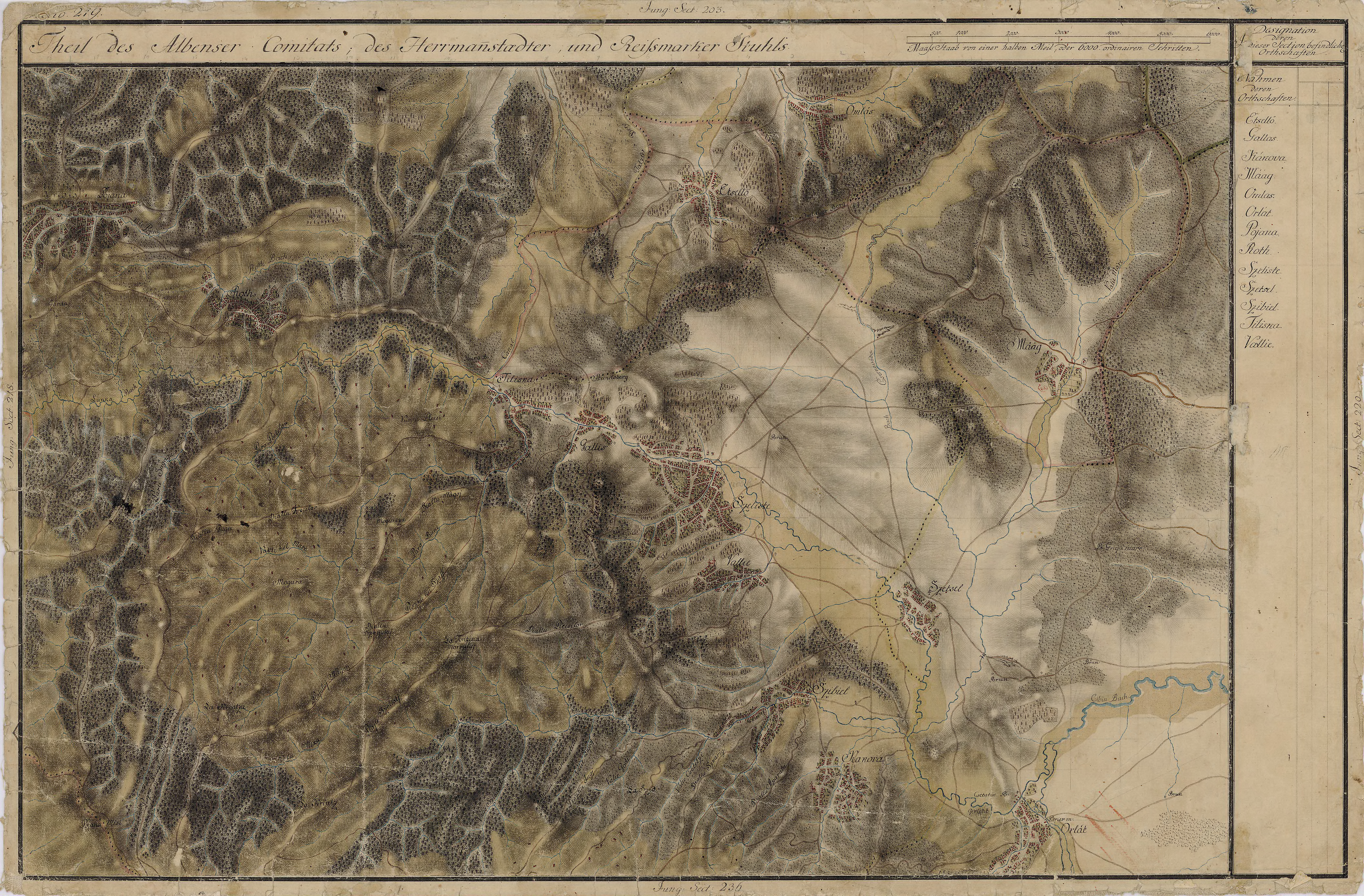
Rod în Harta Iosefină a Transilvaniei, 1769-1773

Populația: în prezent aprox. 500 locuitori și 430 de case. În trecut, în perioada de înflorire aproape 2000 de locuitori. Populație de etnie numai română.
Religia: creștin-ortodoxă; Biserică construită în anul 1712.
Instituții: școală de 8 clase primare construită în perioada interbelică; cămin cultural; oficiu poștal, Cod postal: 557281. In satul Rod s-a născut scriitorul și luptătorul pașoptist Aaron Florian.

## Imagini

Intrarea în localitate
Monumentul eroilor
Vedere din sat
Troiță